# Dentherona jemmysensis
Dentherona jemmysensis är en snäckart som först beskrevs av Madeleine Gabriel, och fick sitt nu gällande namn av  1947. Dentherona jemmysensis ingår i släktet Dentherona och familjen Charopidae. Inga underarter finns listade i Catalogue of Life.